# I migliori
I migliori (Best of the Best) è un film di arti marziali del 1989 diretto da Robert Radler. È il primo capitolo di una serie proseguita nel 1993 con Kickboxing mortale.

## Trama
Alexander Grady è un artista marziale di taekwondo che ha recentemente perso la moglie e deve crescere il figlio piccolo Walter da solo e con l'aiuto della propria madre. Un grave infortunio alla spalla lo ha tenuto fuori dalle competizioni per molto tempo e al rientro ha la consapevolezza di non essere più lo stesso atleta di una volta.
Tommy Lee è un giovane maestro di Taekwondo, di origini asiatiche, che ha perduto il  fratello, anni prima, durante una gara di arti marziali.
La Federazione di Karate statunitense incarica il coach Frank Couzo veterano del Taekwondo di selezionare una squadra di atleti composta da cinque elementi per partecipare a prestigioso torneo internazionale a squadre contro la fortissima selezione della Corea del Sud, universalmente giudicata la più forte del mondo. Couzo e i suoi collaboratori scelgono di invitare degli atleti di ogni stato degli USA in un meeting per poter valutare chi sono i cinque migliori da far entrare in squadra.
Tommy è sicuro di potercela fare, mentre Alex, pur detenendo curriculum di tutto rispetto, ha già superato i 30 anni e va al meeting poco convinto di superare le selezioni. Invece sia Alex che Tommy vengono selezionati, assieme all'irrequieto texano Travis Brickley, il buddhista riflessivo e pacifico Virgil Keller e l'appassionato di musica rock Sonny Grasso.
Durante le settimane che precedono il torneo, i cinque atleti vengo riuniti in ritiro e si addestrano sotto gli ordini del severissimo Couzo. Inoltre, ricevono le schede dei loro rispettivi avversari.
Gli atleti vengono schierati in ordine di abilità, per questo Couzo schiera per primo Sonny, giudicato il meno abile. Poi Virgil e Travis, Alex combatterà per quarto e dovrà vedersela con il pericolosissimo Sae Jin Kwon, mentre Tommy combatterà per ultimo proprio contro De Han Park, giudicato il più forte artista marziale del mondo.
Pochi giorni prima della sfida il figlio di Alex ha un grave incidente ma Couzo non ammette distrazioni e lo minaccia che se abbandonerà il ritiro non potrà più farvi ritorno, Alex sceglie comunque di andare a trovare il figlio ricoverato in ospedale.
Anche Tommy abbandona, vivendo da anni nell'incubo del suo avversario, De Han Park, che si scopre essere stato proprio lui l'assassino di suo fratello durante un vecchio torneo svoltosi anni prima, quando Tommy era ancora piccolo, e assistette impotente alla fine del fratello.
Tommy ha paura di voler desiderare di uccidere l'avversario durante l'incontro e ciò gli fa perdere sicurezza dei propri mezzi, e solo un colloquio con Alex gli fa cambiare idea.
Couzo, all'ultimo istante, torna sulle proprie decisioni e riammette i due fuggitivi. La squadra al completo parte per Seoul, pronta a scendere sul Tatami contro i favoriti avversari sudcoreani, che hanno fatto del Taekwondo la loro ragione di vita.
La formula della sfida è particolare, perché prevede che i concorrenti si affrontano in un mixer di discipline, attraverso tecniche prelevate dal taekwondo, dal karate, dal judo e dalla boxe, e che dei 5 incontri non conta chi vince ma solo il punteggio che si accumula per l'incontro successivo, vince la squadra che accumula il punteggio totale più alto. Quindi se la squadra A perde i primi 4 incontri subendo 50 punti marcandone 35, se l'ultimo incontro si chiude 16 a 0 la squadra vincitrice è comunque la squadra A con un punteggio di 51 a 50.
Sonny Grasso imposta l'incontro sulla prudenza cercando di mantenere le distanze, tuttavia cede nel finale per via della stanchezza e perde per pochi punti il suo incontro. Virgil Keller nel suo incontro sceglie di sfruttare la propria velocità, ma la strategia è inefficace contro un avversario troppo superiore e viene nettamente surclassato segnando pochi punti e subendone parecchi. Anche Travis come Sonny riesce a tenere testa all'atleta coreano chiudendo l'incontro in parità, tuttavia allo spareggio prevale il coreano. Alex invece imposta una tattica molto aggressiva che sorprende il coreano e riesce a recuperare gran parte dello svantaggio accumulato negli incontri precedenti, purtroppo Kwon lo colpisce alla spalla reduce dall'infortunio slogandola. Alex deve rientrare in campo altrimenti la squadra perderà tutti i punti guadagnati, quindi la spalla viene medicata in modo approssimativo e Alex stringe i denti e riesce a resistere quei pochi secondi mancanti riuscendo anche a marcare un ulteriore e spettacolare punto mettendo K.O. il temibile avversario.
Tommy inizialmente subisce l'aggressività di De Han ma poi si riprende ed inizia a colpire l'avversario recuperando tutto lo svantaggio. Quando manca un solo punto al pareggio De Han è completamente indifeso e in uno stato di quasi incoscienza; consapevole che un ulteriore colpo violento potrebbe portarlo alla morte, Tommy decide di non colpirlo condannando gli USA alla sconfitta.
Durante la premiazione De Han regala la propria medaglia a Tommy perché con il suo gesto è andato oltre il concetto di vittoria e sconfitta, gli altri del team imitano il gesto e consegnano la loro medaglia d'oro ai rispettivi avversari.

## Curiosità
Viene citato nella serie tv Cobra Kai, nel sesto episodio della quarta stagione viene citato dal personaggio di Devon Lee, mentre nel quinto episodio della sesta stagione viene citato da Johnny Lawrence durante una lezione ai suoi studenti al Myagi Do.  